# MSCI World

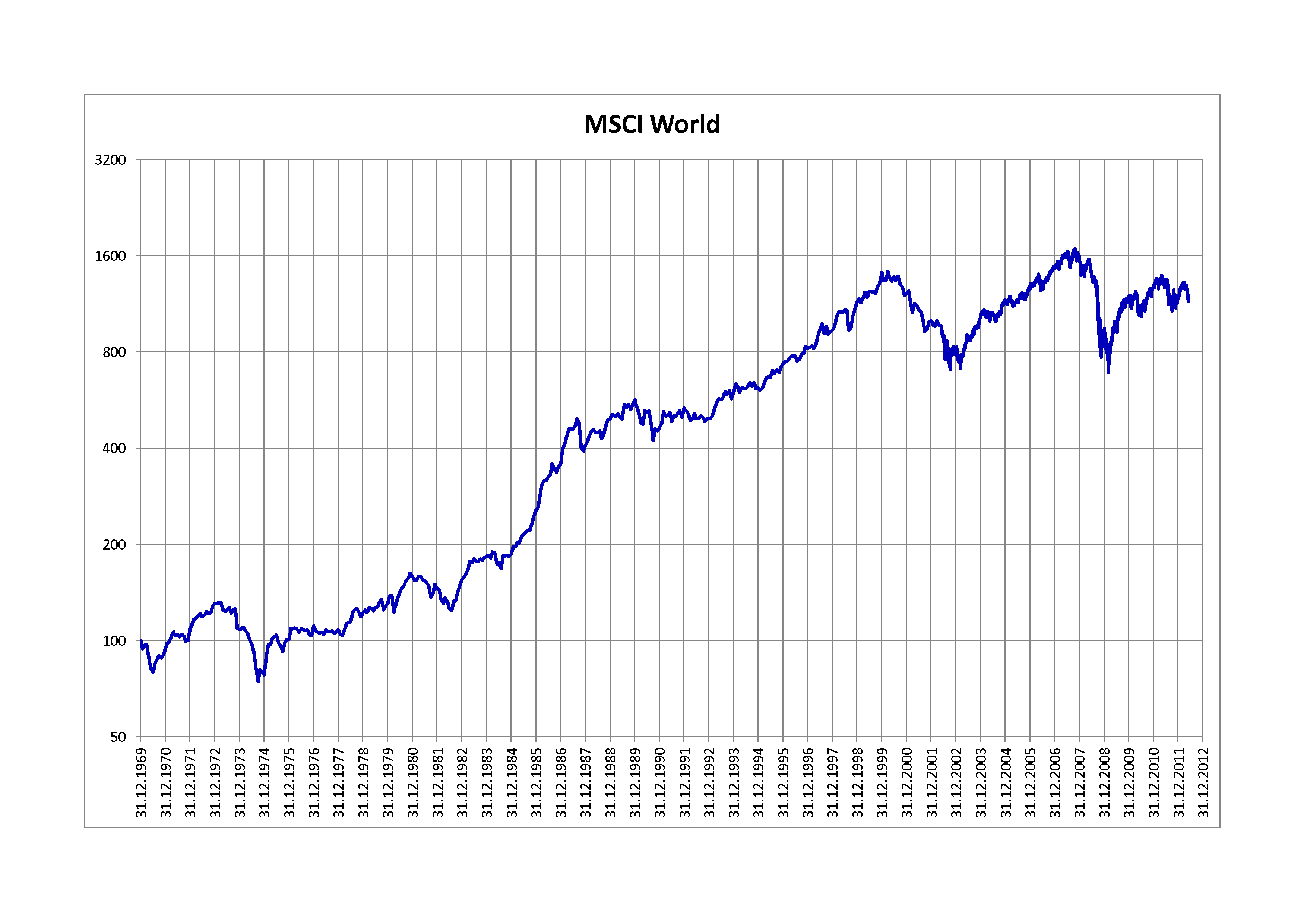
MSCI World (1969-2012).

MSCI World Index (англ. Morgan Stanley Capital International World Index) — фондовый индекс, отражающий ситуацию на мировом фондовом рынке.
Индекс рассчитывается и публикуется американской компанией MSCI Inc. (ранее называлась Morgan Stanley Capital International). Индекс публикуется с 31 декабря 1969 года.
Уровень индекса служит показателем состояния глобального рынка акций. Он включает ряд ценных бумаг, котирующихся на фондовых биржах 23 развитых стран. На 
февраль 2017 года это: Австралия, Австрия, Бельгия, Великобритания, Германия, Гонконг, Дания, Израиль, Ирландия, Испания, Италия, Канада, Нидерланды, Новая Зеландия, Норвегия, Португалия, Сингапур, США, Финляндия, Франция, Швейцария, Швеция, Япония.